# Ancienne mairie de Porvoo
L'ancienne mairie de Porvoo (finnois : Porvoon vanha raatihuone) est l'ancien hôtel de ville transformé en musée situé au centre de Porvoo en Finlande ,,,.

## Histoire
L'ancienne mairie est le plus ancien hôtel de ville de Finlande.
L'édifice est construit en 1762-1764, et l'architecture est très typique de son époque.
Le bâtiment représente le classicisme baroque de Carl Hårleman,.
Il est à deux étages, en brique et avec un toit mansardé.
La mairie abritait autrefois l'administration communale, l'état civil, le conseil municipal et les gardiens de la loi.
L'ancien hôtel de ville a connu ses plus beaux moments au printemps 1809 lors de la Diète de Porvoo, avec les États de la noblesse et de la bourgeoisie réunis au deuxième étage du bâtiment.
On a découvert plus tard que l'ancien hôtel de ville présentait des défauts de construction, qui sont toujours visibles dans les étages inclinés à l'étage.
Les fondations du bâtiment n'ont pas initialement résisté au poids des structures épaisses et il s'est incliné en biais.
L'affaissement n'a pas été corrigé, car les planchers en pente ont déjà été ajustés et l'affaissement a cessé.
Dans les années 1880, le bâtiment était sur le point d'être démoli, mais il a été sauvé par la nouvelle association  Porvoon museoyhdistys ry, qui en 1896 l'a transformé en musée de Porvoo.

## Expositions
Le musée de Porvoo a plusieurs expositions dans le bâtiment.
Les expositions permanentes présentent l'histoire de l'Uusimaa oriental de la période   glaciaire jusqu'au XVIIIe siècle, la mairie, les artistes Porvoo du XIXe siècle, Albert Edelfelt, Ville Vallgren et Johan Knutson, le mobilier conçu par Louis Sparre, les céramiques de Alfred William Finch et des œuvres de Saara Hopea.